# Malé Labe
Die Malé Labe (deutsch Kleine Elbe) ist ein linker Zufluss der Elbe (tschechisch Labe) in Tschechien.
Sie entspringt im Riesengebirge gut 10 Kilometer südöstlich des Quellgebiets der eigentlichen Elbe. Dort befindet sich ihre Quelle im Bereich des 1.363 m hohen Liščí hora (Fuchsberg). Von dort aus fließt sie nach Südosten parallel zur Elbe und mündet südlich des Riesengebirges nach etwa 15 km in die Elbe.